# Aidan Dodson
Aidan Dodson (Chelsea, 11 settembre 1962) è un egittologo inglese.
Laureatosi nel 1985 presso l'Università di Liverpool in archeologia del Mediterraneo orientale ha poi conseguito il dottorato di ricerca presso l'Università di Cambridge specializzandosi nello studio delle architetture egizie nel Terzo periodo intermedio.

Dodson si è anche occupato di archeologia medievale inglese collaborando anche a due campagne di scavo.

## Pubblicazioni
- Egyptian Rock-cut Tombs, Princes Risborough, Shire, 1991
- The Canopic Equipment of the Kings of Egypt, Kegan Paul International, Londra 1994
- Monarchs of the Nile, Rubicon, Londra, 1995; American University in Cairo Press, Il Cairo 2001 (seconda edizione)
- (con Salima Ikram), Royal Mummies in the Egyptian Museum, American University in Cairo Press, Il Cairo 1997
- (con Salima Ikram), The Mummy in Ancient Egypt, Thames and Hudson, Londra 1998
- After the Pyramids, Rubicon, Londra 2000
- The Hieroglyphs of Ancient Egypt, New Holland, Londra 2001